# HD 46730
HD 46730，又名CP-65 610，SAO 249568、HR 2408，是一颗恒星，视星等为6.29，位于銀經275.48，銀緯-26.71，其B1900.0坐标为赤經6h 29m 46.8s，赤緯-65° -26.71′ 51″。